# 288 (szám)
A 288 (kétszáznyolcvannyolc) a 287 és 289 közötti természetes szám.

## A matematikában
- Harshad-szám
- Erősen bővelkedő szám: osztóinak összege nagyobb, mint bármely nála kisebb pozitív egész szám osztóinak összege.
- Négyzetteljes szám, de nem teljes hatvány, ezért Achilles-szám.
- Érinthetetlen szám: nem áll elő pozitív egész számok valódiosztóösszeg-függvényeként.
- Tizenkétszögszám.
- Ötszögalapú piramisszám.[1]